# Strandleeuwerik
De strandleeuwerik (Eremophila alpestris) is een vogel uit de familie van de leeuweriken (Alaudidae). De vogel heeft een uitgebreid verspreidingsgebied in zowel de Nieuwe Wereld als in Eurazië en Noord-Afrika.

## Kenmerken
Het verenkleed is aan de bovenzijde grijsbruin en aan de onderzijde vaalwit. De strandleeuwerik heeft in de broedtijd een opvallende koptekening: verlengde zwarte veren op de kruin vormen "hoorntjes", daaronder zit een gele band die loopt over het voorhoofd met daaronder weer zwart rond het oog en op de "wangen". De keel is weer geel en daaronder zit weer een zwarte borstband. Door dit patroon is de strandleeuwerik duidelijk herkenbaar.
Er worden meer dan veertig verschillende ondersoorten onderscheiden die kleine verschillen vertonen in de koptekening en in het formaat. Bij de ondersoorten uit de Nieuwe Wereld en E. a. flava, E. a. brandti en E. a. atlas uit Eurazië en Noord-Afrika bestaat er geen verbinding tussen het zwart van de borstband en het zwart rond het oog; bij de andere (onder)soorten uit Zuidoost-Europa en Azië is dit wel het geval.
De vogel is in Nederland (E. a. flava) vooral te zien in het winterkleed, waarbij de koptekening minder duidelijk te zien is. De lichaamslengte van deze ondersoort bedraagt 16 tot 19 cm.

## Leefwijze
Het voedsel bestaat uit zaden, insecten, kreeftjes en schelpdieren.

## Voortplanting
Het legsel bestaat uit drie of vier eieren, die in een kuiltje worden gelegd in een nest van halmen.

## Taxonomie, verspreiding en leefgebied
Er zijn 42 ondersoorten.
- Over de indeling in ondersoorten is geen consensus. Er zijn taxonomen die sommige ondersoorten als aparte soorten beschouwen. De ondersoorten worden hieronder in drie groepen verdeeld die volgens een studie uit 2019[6] drie soorten vormen, naast Eremophila bilopha - Temmincks strandleeuwerik.

E. alpestris - Strandleeuwerik

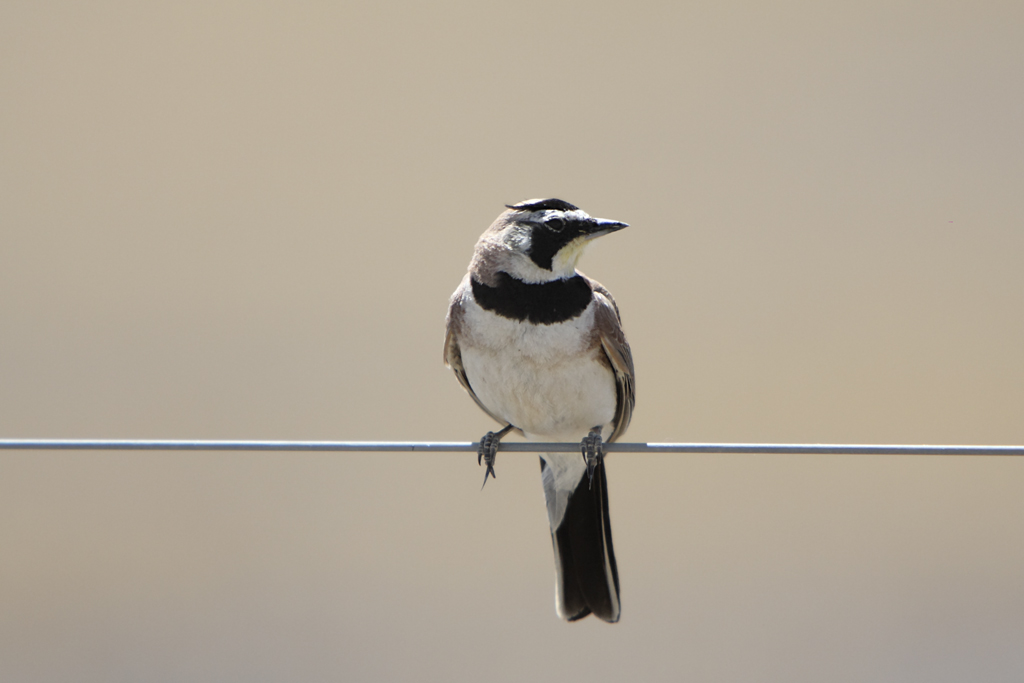
Ondersoort uit Californië

- in Amerika - (Amerikaanse strandleeuwerik)
  - E. a. arcticola (Noord-Alaska tot Brits Columbia)
  - E. a. hoyti (Noord-Canada)
  - E. a. alpestris (Oost-Canada)
  - E. a. merrilli (westkust van Canada en Verenigde Staten)
  - E. a. strigata (westkust van Canada en VS)
  - E. a. alpina (Berggebieden in NW-VS)
  - E. a. lamprochroma (Berggebieden W-VS)
  - E. a. leucolaema (ZW-Canada tot in VS)
  - E. a. enthymia (Midden-Canada tot Midden-VS)
  - E. a. praticola (ZO- Canada, NO en O-VS)
  - E. a. sierrae (Berggebieden in NO-Californië)
  - E. a. rubea (Midden-Californië)
  - E. a. utahensis (Berggebieden westen en Midden-VS)
  - E. a. insularis (eilanden voor de kust bij Californië)
  - E. a. actia (Kustgebergte van Z-Californië en NW-Mexico)
  - E. a. ammophila (woestijngebieden in ZW-VS)
  - E. a. leucansiptila (idem met aansluitend NW- Mexico)
  - E. a. occidentalis (ZW-VS)
  - E. a. adusta (sZW-VS en N-Mexico)
  - E. a. enertera (Baja California)
  - E. a. giraudi (NO-Mexico)
  - E. a. aphrasta (NW-Mexico)
  - E. a. lactea (Noord- en Midden-Mexico)
  - E. a. diaphora (O-Mexico)
  - E. a. chrysolaema (Mexico)
  - E. a. oaxacae (Z-Mexico)
  - E. a. peregrina (Colombia)
- in Eurazië (beide ook wel als aparte soorten beschouwd)
  - E. a. flava (N-Europa en aansluitend Azië - Strandleeuwerik)
  - E. a. brandti (ZO-Europa tot W-Mongolië en N-China - Steppestrandleeuwerik)

E. penicillata - Kaukasische strandleeuwerik
- in N-Afrika, Z-Europa, W-Azië
  - E. p./a. atlas (Marokko - Atlasstrandleeuwerik)
  - E. p./a. balcanica (Balkan en Griekenland)
  - E. p./a. kumerloevei (West en Midden-Klein Azië)
  - E. p./a. penicillata (O-Turkije, Kaukasus tot Iran)
  - E. p./a. bicornis (Libanon tot grens van Israël met Syrië)
  - E. p./a. albigula (NO-Iran en Turkmenistan tot NW-Pakistan)

E. longirostris - Himalayastrandleeuwerik
- in Azië
  - E. l./a. argalea (uiterste westen van China)
  - E. l./a. teleschowi (W- en Midden-China)
  - E. l./a. przewalskii (idem)
  - E. l./a. nigrifrons (idem)
  - E. l./a. longirostris (NO-Pakistan en Himalayagebied)
  - E. l./a. elwesi (Tibet)
  - E. l./a. khamensis (Zuid- en Midden-China)

De strandleeuwerik (of Amerikaanse strandleeuwerik indien aparte soort) is de enige reguliere leeuwerik in Amerika. De strandleeuwerik in brede zin is de enige leeuwerik die ook broedt in de alpiene zone van gebergten, in Noord- en Zuid-Amerika tot op 4000 m boven de zeespiegel en in het Himalayagebied tot op 5400 m. Daarnaast komt de strandleeuwerik ook voor tot op zeeniveau in tal van leefgebieden met weinig of alleen zeer lage begroeiing zoals toendra's en steppen, prairies, akkers, weiden en woestijnen.

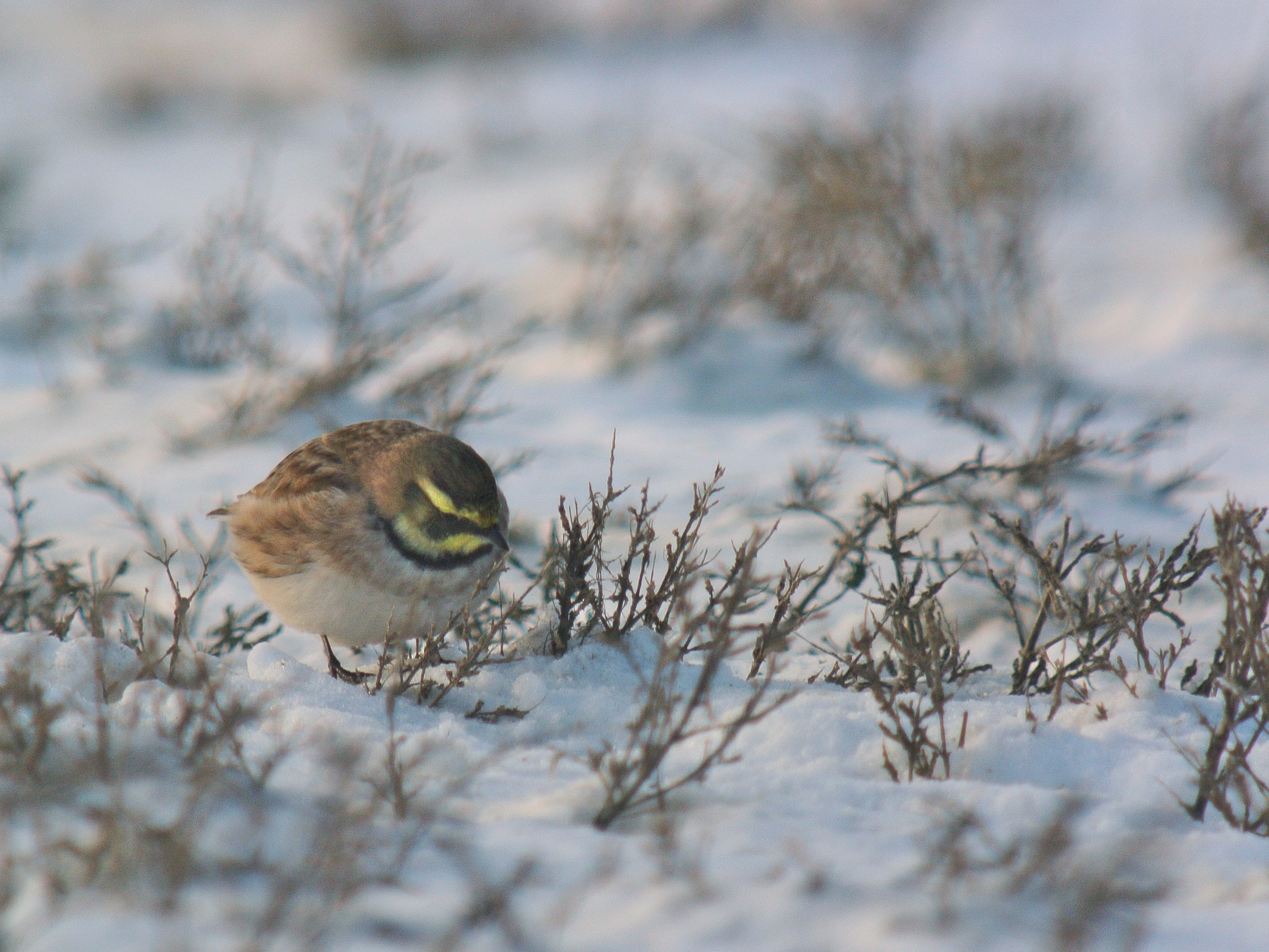
Strandleeuwerik in winterkleed (Kwade Hoek, Nederland)

### Voorkomen in West-Europa
De ondersoort E. a. flava broedt in Noord-Europa in de berggebieden van Scandinavië boven de boomgrens en verder naar het noorden en oosten toe in toendragebieden in West-Siberië tot op zeeniveau. Dit zijn trekvogels die zich 's winters ophouden in kustgebieden met weinig begroeiing langs de Noordzee en kunnen in Nederland en België worden aangetroffen.

## Leefwijze en voortplanting
De strandleeuwerik voedt zich met zaden, ander plantaardig materiaal en kleine ongewervelde dieren. De vogel broedt in een zelfgemaakt kuiltje in weinig begroeid terrein maar wel beschut tegen wind. Het aantal eitjes per nest ligt meestal tussen de 2 en de 5. Hoe noordelijker de vogel broedt, hoe meer eitjes per legsel. De jongen kruipen na 11 tot 12 dagen uit het ei en worden gevoerd met insecten.

## Status
De strandleeuwerik heeft een uitzonderlijk groot verspreidingsgebied en daardoor is de kans op de status kwetsbaar (voor uitsterven) zeer gering. In 2017 werd de grootte van de populatie geschat op 140 miljoen volwassen individuen. Deze leeuwerik gaat echter in aantal achteruit, maar het tempo ligt onder de 30% in tien jaar (minder dan 3,5% per jaar). Om deze redenen staat de strandleeuwerik als niet bedreigd op de Rode Lijst van de IUCN.

## Afbeeldingen

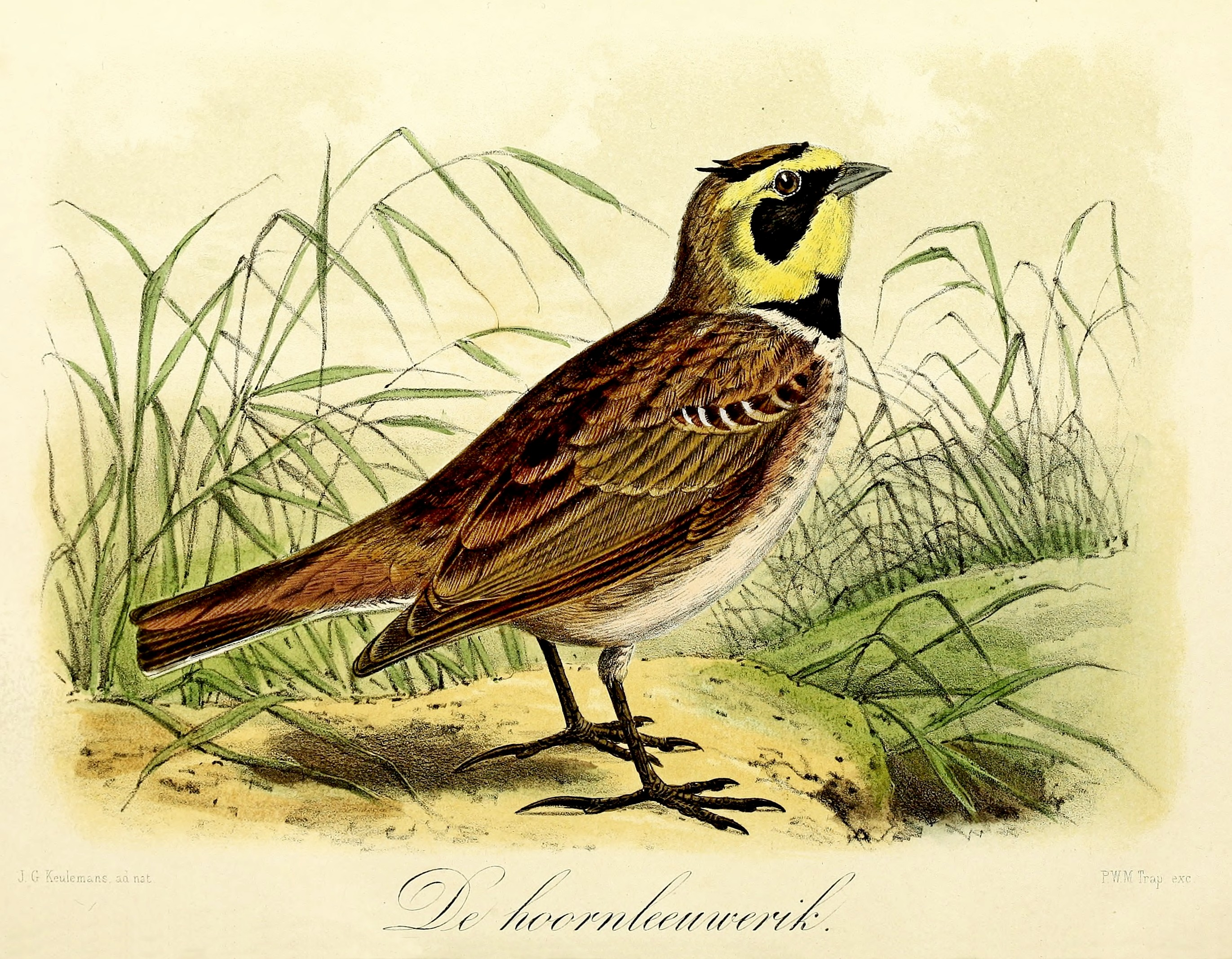
De hoornleeuwerik (1869), John Gerrard Keulemans
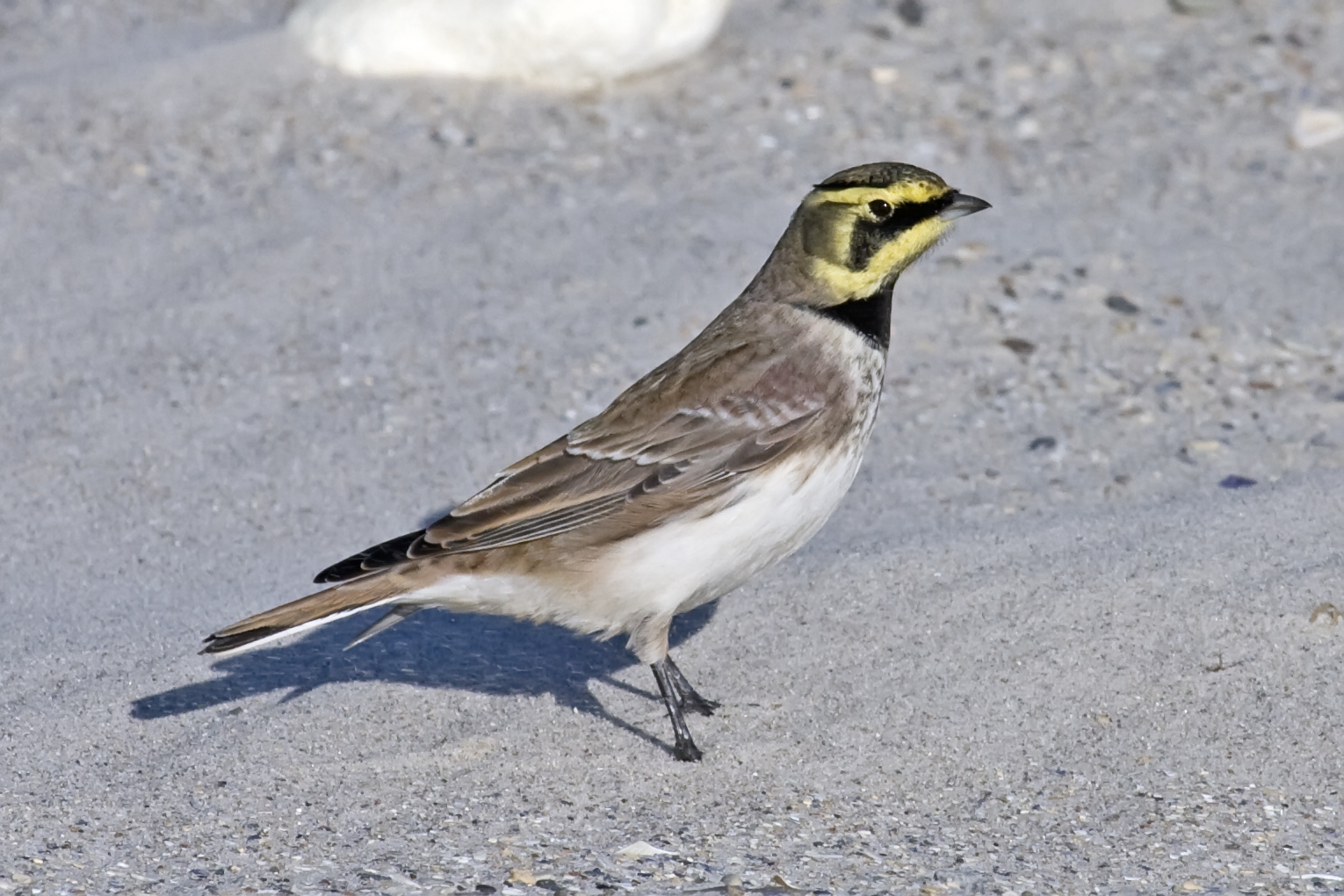